# Tachiraptor
Tachiraptor ("lupič ze státu Táchira") byl drobným masožravým dinosaurem (teropodem) z kladu Neotheropoda, který žil v době před asi 200 miliony let (nejranější jura, věk hettang) na území dnešní Venezuely. Patří tak k několika málo dinosauřím rodům, známým z území tohoto jihoamerického státu. Zároveň jde o jednoho z nejstarších jurských dinosaurů, žijících relativně krátce po jednom z největších hromadných vymíráních v dějinách života na Zemi (vymírání na přelomu triasu a jury před 201 miliony let).

## Historie objevu
Fosilie tohoto menšího dinosaura byly objeveny již v 80. letech 20. století nedaleko měst La Grita a Seboruco na západě země spolu se zkamenělinami býložravého dinosaura rodu Laquintasaura (vývojově primitivního zástupce kladu Thyreophora), formálně popsaného rovněž v roce 2014. Fosilie tachiraptora v podobě nekompletních koster dvou jedinců byly rozeznány jako teropodí v roce 2013. Typový druh T. admirabilis byl formálně popsán týmem paleontologů, jehož členy byli Max Cardoso Langer, Ascanio D. Rincón, Jahandar Ramezani, Andrés Solórzano a Oliver Walter Mischa Rauhut. Fosilie byly objeveny v souvrství La Quinta, odpovídající raným jurským ekosystémům v rovníkové oblasti tehdejšího superkontinentu Pangea.

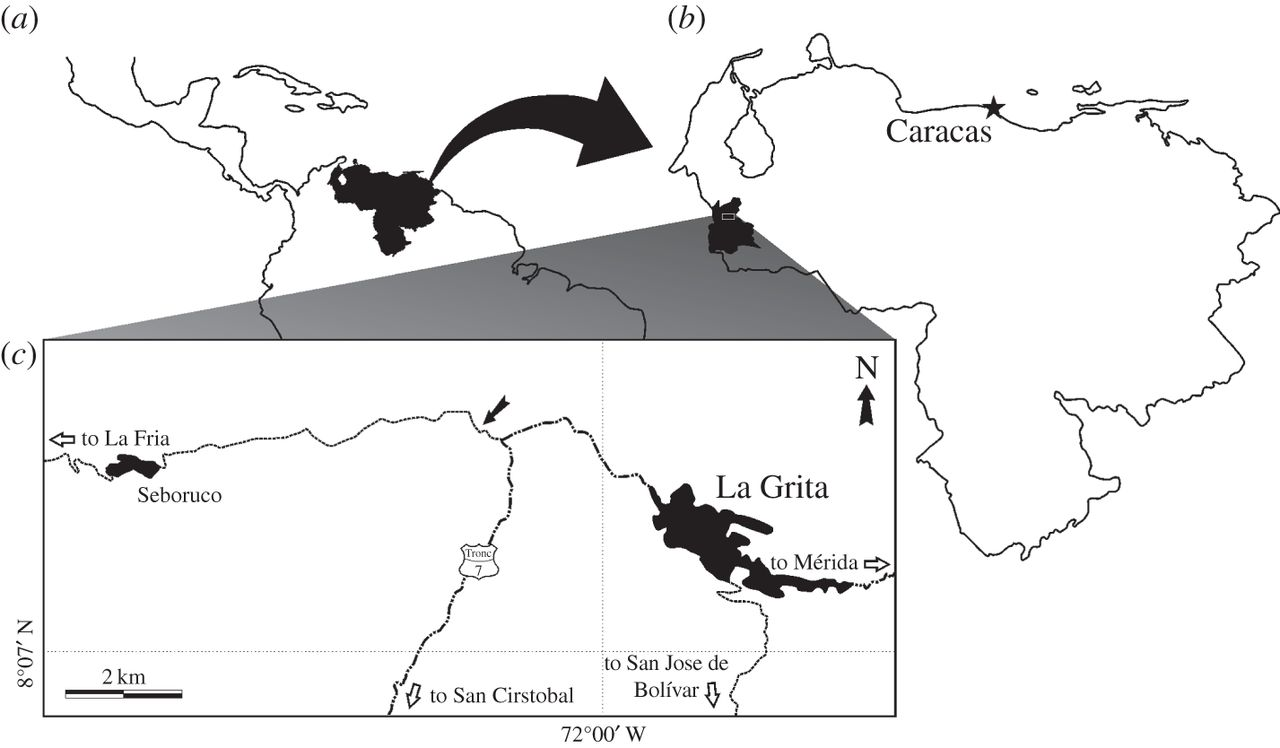
Mapka s popisem lokality objevu tachiraptora.

## Popis
Tachiraptor byl menší dravý dinosaurus, který dosahoval délky asi 1,5 metru. Jeho holenní kost měří na délku 25 centimetrů. Jednalo se zřejmě o nepříliš specializovaného predátora, který se živil kořistí v podobě menších obratlovců a snad i bezobratlých.

## Systematické zařazení
Tento teropod spadal do kladu Neotheropoda, podle Gregoryho S. Paula mohl být zástupcem skupiny tzv. baso-averostranů. Představoval tak zřejmě sesterskou skupinu ke kladu Averostra.